# Sveriges ambassad i Dhaka
Sveriges ambassad i Dhaka är Sveriges diplomatiska beskickning i Bangladesh som är belägen i landets huvudstad Dhaka. Beskickningen består av en ambassad, ett antal svenskar utsända av Utrikesdepartementet (UD) och lokalanställda. Ambassadör sedan 2024 är Nicolas Weeks.

## Utformning
Ambassaden i Dhaka är en relativt medelstor ambassad med 11 utsända och cirka 20 lokalanställda. Ambassaden är organiserad i tre sektioner under ambassadören:
- sektion för utvecklingsarbete under ledning av ambassadrådet och biträdande myndighetschefen
- sektionen för politiska frågor och kommersiella ärenden som handläggs av utsänd handläggare och ambassadören
- sektionen för administration, migration och konsulära ärenden under ledning av den administrativa chefen

## Verksamhet
Det främsta uppdraget som ambassaden har är att främja och bevaka svenska intressen inom arbetsområdet och är direkt underställd Utrikesdepartementet (UD). Dessa kan vara bevakning av den lokala politiska/ekonomiska situationen, bevakning av svenska utrikespolitiska prioritetsområden, handelsfrämjande, kulturfrämjande och konsulära ärenden.

## Beskickningschefer
| Lennart Finnmark         | 1975–1977 | Ambassadör | Sidoackrediterad från ambassaden i New Delhi. |
| Arne Lellki              | 1977–1981 | Ambassadör |                                               |
| Peder Hammarskjöld       | 1981–1985 | Ambassadör |                                               |
| Eva Heckscher            | 1985–1989 | Ambassadör |                                               |
| Carl Olof Cederblad      | 1989–1992 | Ambassadör |                                               |
| Björn Sternby            | 1992–1996 | Ambassadör |                                               |
| Anders Johnson           | 1996–2001 | Ambassadör |                                               |
| Börje Mattsson           | 2001–2005 | Ambassadör |                                               |
| Britt Falkman Hagström   | 2005–2010 | Ambassadör |                                               |
| Anneli Lindahl Kenny     | 2010–2014 | Ambassadör |                                               |
| Johan Frisell            | 2014–2017 | Ambassadör |                                               |
| Charlotta Schlyter       | 2017–2020 | Ambassadör |                                               |
| Alexandra Berg von Linde | 2020–2024 | Ambassadör |                                               |
| Nicolas Weeks            | 2024–idag | Ambassadör |                                               |